# Lago Copa
Lago Copa är en sjö i Chile.   Den ligger i regionen Región de Aisén, i den södra delen av landet, 1 300 km söder om huvudstaden Santiago de Chile. Lago Copa ligger 25 meter över havet. Arean är 2,5 kvadratkilometer. Den sträcker sig 2,3 kilometer i nord-sydlig riktning, och 4,4 kilometer i öst-västlig riktning.
I omgivningarna runt Lago Copa växer i huvudsak blandskog. Trakten runt Lago Copa är nära nog obefolkad, med mindre än två invånare per kvadratkilometer.